# Хіва (футбольный клуб)
Футбольний клуб «Хіва» або просто «Хіва» — професійний узбецький футбольний клуб з міста Хіва Хорезмської області.

## Попередні назви
- 1977–1986: ФК «Хіва»
- 1995: «Маверпласт» (Хіва)
- 1996: «Гіламчі» (Хіва)
- 1997–...: ФК «Хіва»

## Історія
Футбольний клуб «Хіва» було засновано в 1977 році в однойменному місті. У 1978 році команда дебютувала у 5-ій зоні Другої ліги Чемпіонат СРСР. В 1986 році команда посіла 7-ме місце в груповому етапі Чемпіонату, але надалі виступала в аматорських змаганнях.
В 1995 році команда змінила назву на «Маверпласт» і дебютувала у розіграші Другої ліги, де посіла 4-те місце та отримала право з наступного сезону підвищитися до Першої ліги. В 1996 році змінив назву на «Гіламчі» (Хіва), а в 1997 році повернувся до історичної назви ФК «Хіва». У 2000 році команда посіла 13-те місце в лізі, але пізніше через фінансові проблеми припинив подальші виступи.
В 2010 році ФК «Хіва» поновив свої виступи в Першій лізі. У 2012 році команда посіла 10-те місце, але потім припинила свої виступи в чемпіонатах.

## Досягнення
- Чемпіонат Узбецької РСР
  -  Чемпіон (1): 1977

- Друга ліга СРСР
  - 3-тє місце в групі (1): 1988

- Перша ліга Чемпіонату Узбекистану
  - 5-те місце (1): 2010

- Кубок Узбекистану
  - 1/8 фіналу (1): 1998

## Статистика виступів

### Чемпіонати СРСР
| Сезони | Ліга                 | Назва  | І  | В  | Н  | П  | ЗМ | ПМ | О  | Місце (к-ть.учасн.) | Гол.тренер             | Найкращий бомбардир (голи) |
| 1978   | Друга ліга 5-та зона | «Хіва» | 44 | 20 | 8  | 16 | 59 | 44 | 48 | 9 (23)              | В.Первушин             | Ф.Матюшевський (22)        |
| 1979   | Друга ліга 5-та зона | «Хіва» | 46 | 19 | 7  | 20 | 54 | 70 | 45 | 12 (24)             | В.Первушин             | В.Моісеєв (11)             |
| 1980   | Друга ліга 6-та зона | «Хіва» | 36 | 20 | 8  | 8  | 59 | 37 | 48 | 3 (19)              | В.Первушин             | Ф.Матюшевський (22)        |
| 1981   | Друга ліга 6-та зона | «Хіва» | 40 | 20 | 9  | 11 | 62 | 48 | 49 | 4 (21)              | В.Первушин             | Ф.Матюшевський (21)        |
| 1982   | Друга ліга 7-ма зона | «Хіва» | 36 | 14 | 10 | 12 | 42 | 49 | 38 | 10 (19)             | В.Первушин             | Г.Ічевський (17)           |
| 1983   | Друга ліга 7-ма зона | «Хіва» | 40 | 18 | 5  | 17 | 67 | 59 | 41 | 13 (21)             | Г.Неделькін            | Г.Ічевський (37)           |
| 1984   | Друга ліга 7-ма зона | «Хіва» | 38 | 20 | 4  | 14 | 49 | 44 | 44 | 5 (20)              | В.Василенко, А.Паратов |                            |
| 1985   | Друга ліга 7-ма зона | «Хіва» | 32 | 11 | 5  | 16 | 27 | 40 | 27 | 11 (17)             | А.Паратов              | Р.Хайдаров (5)             |
| 1986   | Друга ліга 7-ма зона | «Хіва» | 36 | 16 | 8  | 12 | 47 | 42 | 40 | 7 (19)              | А.Паратов              | О.Єремеєв (14)             |

### Чемпіонати Узбекистану
| Сезони | Ліга       | Назва        | І  | В  | Н | П  | ЗМ | ПМ | О  | Місце (к-ть.учасн.) | Гол.тренер | Найкращий бомбардир (голи) |
| 1995   | Друга ліга | «Маверпласт» | 4  | 1  | 0 | 3  | 6  | 12 | 2  | 4 (5)               |            |                            |
| 1996   | Перша ліга | «Гімалчі»    | 52 | 20 | 7 | 25 | 55 | 73 | 67 | 17 (27)             |            | Санжар Саїдов (13)         |
| 1997   | Перша ліга | «Хіва»       | 42 | 20 | 5 | 17 | 68 | 54 | 65 | 7 (22)              |            |                            |
| 1998   | Перша ліга | «Хіва»       | 38 | 18 | 6 | 14 | 57 | 54 | 60 | 8 (20)              |            | Володимир Баранов (11)     |
| 1999   | Перша ліга | «Хіва»       | 34 | 12 | 6 | 16 | 41 | 50 | 42 | 12 (18)             |            | Тимур Галеєв (7)           |
| 2000   | Перша ліга | «Хіва»       | 38 | 16 | 6 | 16 | 40 | 66 | 54 | 13 (20)             |            | Іхтіяр Саттаров (9)        |
| 2010   | Перша ліга | «Хіва»       |    |    |   |    |    |    |    | 5 (24)              |            |                            |
| 2011   | Перша ліга | «Хіва»       |    |    |   |    |    |    |    | 14 (23)             |            |                            |
| 2012   | Перша ліга | «Хіва»       |    |    |   |    |    |    |    | 10 (24)             |            |                            |

## Відомі гравці
- / Вадим Любишин
- Іхтіяр Саттаров

## Відомі тренери
...
- 1978–1982:  Віктор Первушин
- 1983:  Геннадій Неделькін
- 01.1984–06.1984:  Валерій Павленко
- 07.1984–1986:  Геннадій Неделькін

...
- 2010–2011:  Адамбай Курбаніязов
- 2012:  Мансур Давлетов